# Salomon Stricker
Salomon Stricker (u, 1 stycznia 1834 w Waag-Neustadtl, zm. 2 kwietnia 1898 w Wiedniu) – austriacki patolog. 
Studiował na Uniwersytecie Wiedeńskim doktorat otrzymał w 1858, po studiach został asystentem u Ernsta Wilhelma von Brückego. W 1872 został wybrany profesorem patologii ogólnej i doświadczalnej, którą to funkcję pełnił aż do śmierci. W 1875 roku został mianowany członkiem Cesarskiej Akademii Nauk w Wiedniu. Odkrył zjawisko diapedezy erytrocytów. Uczniem Strickera był Zygmunt Freud.

## Prace
- Handbuch der Lehre von den Geweben des Menschen und der Thiere (2 Bde., 1871/72)
- Studien über das Bewußtsein. Wien: Braumüller, 1879.
- Vorstellungen über allgemeine und experimentelle Pathologie. Wien: Braumüller, 1880.
- Studien über die Sprachvorstellungen. Wien: Braumüller, 1880.
- Studien über die Bewegungsvorstellungen. Wien: Braumüller, 1882.
- Neuro-elektrische Studien. Wien: Braumüller, 1883.
- Physiologie des Rechts. Wien: Töplitz & Deuticke, 1884.
- Allgemeine Pathologie der Infektionskrankheiten (1886)
- Über die wahren Ursachen : eine Studie. Wien: Hölder, 1887.
- Über strömende Elektricität. Bd 1: 1892. Bd. 2: 1894.